# Adinandra howii
Adinandra howii är en tvåhjärtbladig växtart som beskrevs av Elmer Drew Merrill och Chun. Adinandra howii ingår i släktet Adinandra och familjen Pentaphylacaceae. Inga underarter finns listade i Catalogue of Life.